# Häädemeeste
Häädemeeste este un târgușor (centru urban) situat în partea de vest a Estoniei, în regiunea Pärnu. Este reședința comunei Häädemeeste. În localitate se află biserica luterană cu hramul Sf. Mihail, construită în 1874 după planurile arhitectului Matthias von Holst.